# 福島県立石川高等学校
福島県立石川高等学校（ふくしまけんりつ いしかわこうとうがっこう）は、福島県石川郡石川町に所在する県立高等学校。

## 概要
- 同じ町内にある、学校法人石川高等学校と区別するため、「県石」（けんせき）と呼ばれることが多い。
- いしかわwork&LIFE教育を通して、地域とともにある学校づくり（コミュニティスクール）をめざしている[1]。
- 2024年から公式Instagramを開設した。

## 設置学科
- 全日制課程　
  - 普通科

## 沿革
- 1923年 - 福島県石川実科女学校として創立[要出典]。
- 1948年4月 - 学制改革に伴い、福島県立石川女子高等学校となる[要出典]。
- 1949年 - 福島県立石川高等学校に校名変更し、男女共学高校となる[要出典]。
- 2023年 - 創立100周年記念式典を実施する[要出典]。

## 進路概況
令和５年度卒業生（令和６年３月卒業）の進路状況及び過去３年間の進路先

## 部活動

### 運動部
- 野球部（女子マネージャーも可）
- 男子バスケットボール部（女子マネージャーも可）
- 卓球部
- 弓道部
- テニス部
- 陸上競技部
- 女子バレーボール部

### 文化部
- パソコン部
- 音楽部
- 美術部
- 華道部
- 茶道部

## 交通
- JR水郡線磐城石川駅下車